# Evariste Ngolok
Evariste Ngolok (Bonabéri, 15 novembre 1988) è un ex calciatore camerunese, di ruolo centrocampista.

## Carriera
Ha giocato nella prima divisione dei campionati belga, cipriota ed islandese.